# Tragung
Tragung is een bestuurslaag in het regentschap Batang van de provincie Midden-Java, Indonesië. Tragung telt 2177 inwoners (volkstelling 2010).